# Georg Wolschke
Georg Wolschke (* um 1650, † nach 1717)  war ein deutscher Kunsttischler aus Calau. Er schuf Altaraufsätze, Kanzeln und Taufengel in Kirchen der Niederlausitz.

## Leben und Werk

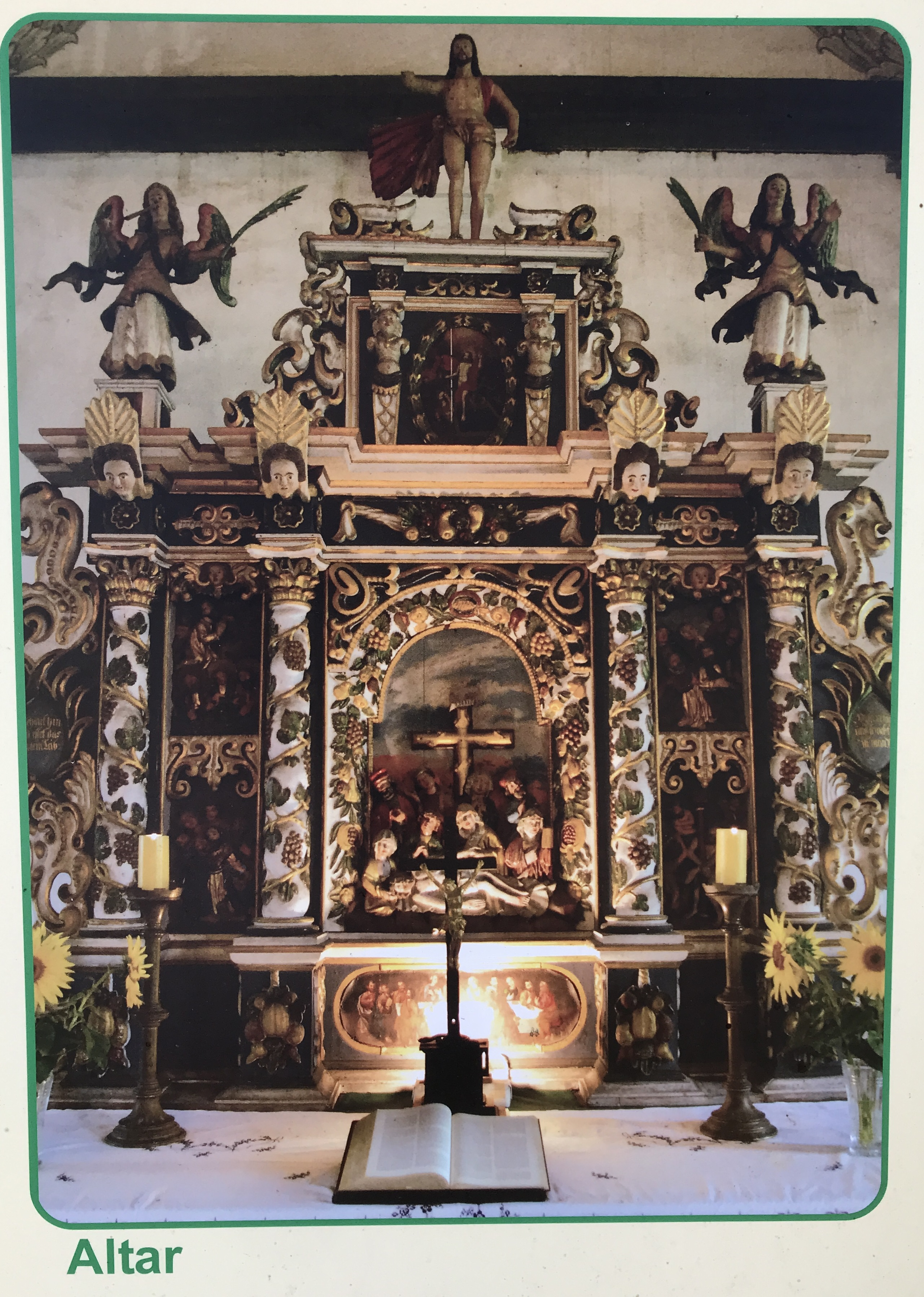
Altar in Groß Leine, Fassung wahrscheinlich von Georg Wolschke

Über sein Leben sind keine weiteren Nachrichten erhalten.
Werk
Charakteristisch sind meist zwei Engel mit Kreuz und Stab als Marterwerkzeuge Christi auf Altaraufsätzen, auch auf Orgelprospekt.
- Stadtkirche Calau, Prospekt der Orgel, 1676, verbrannt
- Kirche Sallgast, Altaraufsatz, 1678
- Kirche Krieschow, Altaraufsatz und Kanzel, 1680
- Kirche Werben, Altar und Taufengel, 1692, verbrannt 1945[1]
- Kirche Spreewitz, Altar, 1693 (vermutet)
- Kirche Uckro, Altar und Kanzel, um 1700
- Kirche Gollmitz, Altar und Kanzel, 1704
- Kirche Friedersdorf (Sonnewalde), 1716, Altaraufsatz
- Kirche Groß Oßnig, Taufengel, 1717 (vermutet nach Stil)
- Kirche Groß Leine, Altaraufsatz (vermutet)
- Kirche Papitz, Altaraufsatz (vermutet)
- Kirche Zerkwitz, Altar, nur die zwei Engel sind erhalten (vermutet nach Stil)
- Kirche Niebendorf, Altar (vermutet)[2]
- Kirche Laasow, Taufengel (vermutet)
- Kirche Cahnsdorf, Taufengel (vermutet)

Nachkommen
Sein Sohn Gottfried Wolschke setzte die Tätigkeit fort und schuf Altar und Kanzel in Groß Jehser, 1724.